# Visual Merchandising

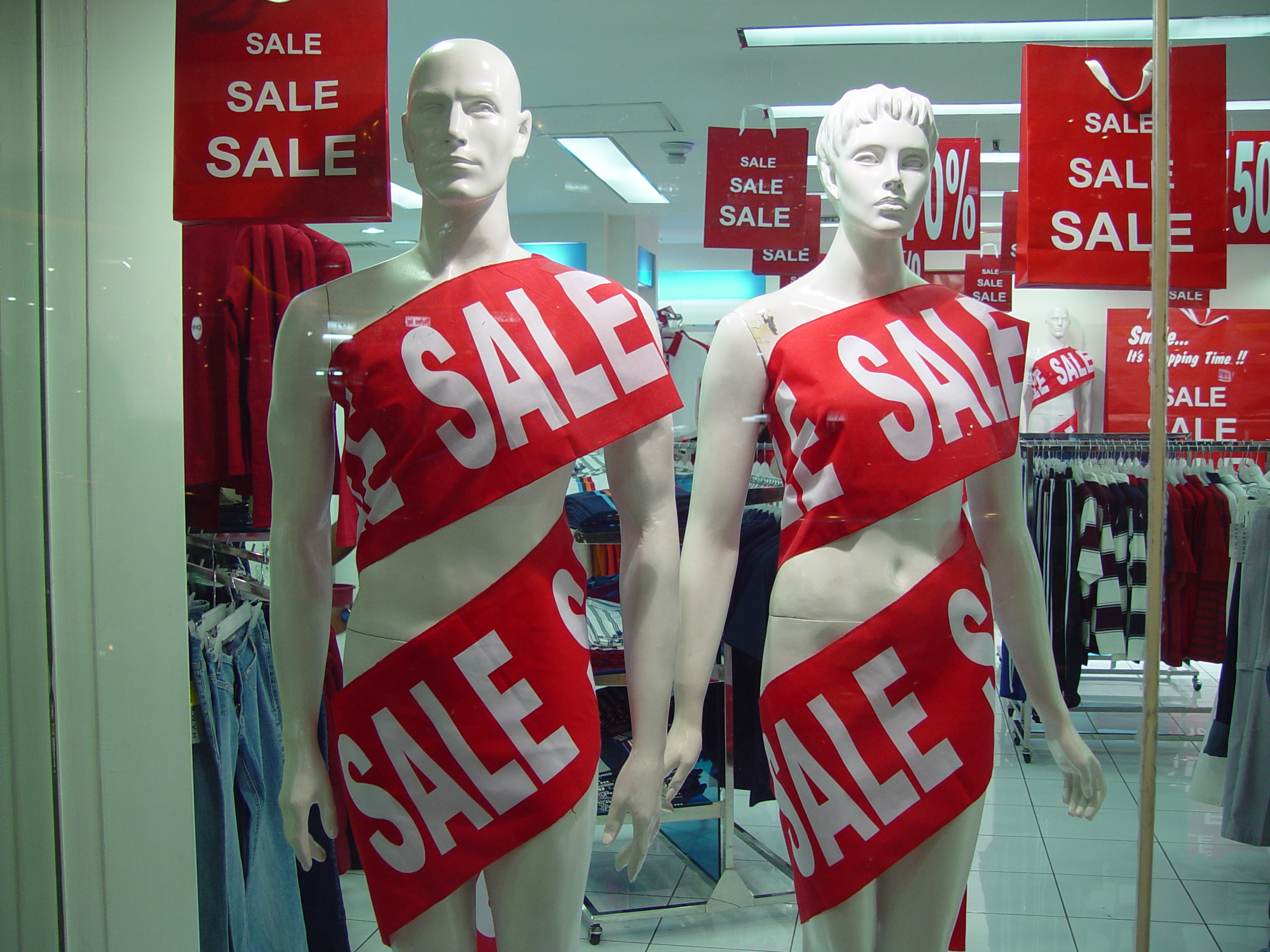
Beispiel des Visual Merchandising

Visual Merchandising (visual = visuell, bildlich, optisch, sichtbar. Merchandising = Absatzförderung, Verkaufsförderung, Steuerung von Vertrieb und Verkauf) ist die optische Verkaufsförderung im Sinne von visueller Steuerung des Verkaufs. Visual Merchandising ist ein zentrales Instrument im Rahmen des Store Brand Management.

## Definitionen
Der Begriff „Visual Merchandising“ ist gewachsen und zeigt vielfältige Schwerpunkte. Ein Definitionsansatz stammt von Redler, der als Kerngebiet des Visual Merchandising die koordinierte Darstellung des Sortiments, der Leistungen und der Einkaufsstätte an sich sieht. Nach M. Pegler sowie J. Diamond und E. Diamond beschäftigt sich das Visual Merchandising mit der zielgerichteten Darstellung und Präsentation des Unternehmens und seines Leistungsangebots, um potenzielle Kunden anzuziehen und Transaktionshandlungen des Käufers möglichst gut zu unterstützen.

## Anwendung
Das Visual Merchandising findet seine Anwendung am PoS/PoP (Point of Sale/Point of Purchase) – also immer an den Orten, an denen sich zu verkaufende Produkte, Waren oder Dienstleistungen und potenzielle Kunden in Realität begegnen. Diese Treffpunkte des Verkaufes (Sale) bzw. der Abnahme (Purchase) sind Verkaufs- und Präsentationsflächen aller Art, wie z. B. Läden, Messen, Showrooms oder Events. Inzwischen greifen auch virtuelle Plattformen, die Gastronomie sowie die Immobilienbranche (mit Home Staging) auf das Know-how des Visual Merchandisings zu.
Man versteht das Visual Merchandising auch als verlängerten Arm des Marketings in den Verkauf. Das Visual Merchandising gewährleistet somit in letzter Instanz die stringente Durchsetzung der Vermarktungsidee und -strategie am Point of Sale in visueller Hinsicht. Das beinhaltet alle Maßnahmen, die der Verkaufsförderung dienlich sind. Dazu gehört es, dem Kunden einen guten und logischen Überblick über das Produkt, etwaige Ergänzungsprodukte und das Sortiment zu verschaffen. Die Produkte und Warenbilder werden so platziert und über optische Anreize inszeniert, dass der Kunde zum Kauf animiert wird.
Das Visual Merchandising behält immer den Überblick über das ganzheitliche Erscheinungsbild eines Point of Sales bzw. Geschäftes und versteht dieses als ständige visuelle Kommunikation zum Kunden. Dieser Gesamtüberblick beinhaltet z. B. die Außenwirkung über Fassade und Schaufenster, Kundenstopper und Eingangsbereich, die Reinlichkeit und Beleuchtung außen und innen, Sinnigkeit und Aktualität des Warenaufbaus und der Dekoration, lokale Gegebenheiten und Kundenansprüche, originalgetreue Umsetzung der Darstellung eines Unternehmens und Produktes nach außen.
Zu den wichtigsten Gestaltungsparametern des Visual Merchandising zählen Store Layout, Sauberkeit, Farben, Licht, Warendruck, Warenträger, Displays, Shopfront und Schaufenster. Auch die Ladenarchitektur zeigt starke Wechselwirkungen.